# Schoo-Minda-Nye
Das Schoo-Minda-Nye (ISO 639-3: bcv) ist eine jukunoide Sprache innerhalb der Sprachfamilie der Niger-Kongo-Sprachen und wird von mehreren Volksgruppen im nigerianischen Bundesstaat Taraba gesprochen.
Es gibt mehrere Dialekte, welche zusammen von mehr als 10.000 Menschen verwendet werden, nämlich: shoo (banda, bandawa) von der Volksgruppe Banda; minda (jinleri); nye (kunini) vom Volk Kunini; Lau; Habe.
Schoo-Minda-Nye gehört zu einer größeren gruppe der neu klassifizierten Jukun-Mbembe-Wurbo-Sprachen.